# 야와타촌 (사이타마현 미나미사이타마군)
야와타촌(八幡村)은 사이타마현 미나미사이타마군에 설치되었던 촌이다. 현재의 야시오시에 해당한다.